# Kitfuchs
Der Kitfuchs (Vulpes macrotis) ist ein Fuchs, der im westlichen Nordamerika trockenere Gegenden bewohnt. Vom ebenfalls in Nordamerika vorkommenden, nah verwandten Swiftfuchs ist er durch seine größeren Ohren und den dunklen Rückenstreifen unterscheidbar. Der Fuchs wurde vor allem historisch aufgrund seines Pelzes (Kitfuchsfell) bejagt, heute stellt die Lebensraumveränderung die stärkste Bedrohung für die Art dar.

## Merkmale

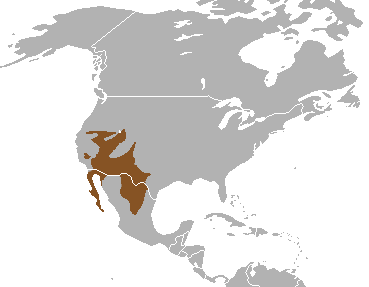
Verbreitungsgebiet

Der Kitfuchs gehört zu den kleinen Füchsen Nordamerikas. Auffällig sind seine großen Ohren, die noch etwas größer sind als beim nah verwandten Swiftfuchs und näher zusammenstehen. Außerdem besitzt er einen breiteren Kopf, einen kleineren Augenabstand und eine schmalere Schnauze. Seine Augen sind mehr schlitzförmig und weniger rund als beim Swiftfuchs. Er wird mit dem 26 bis 32 cm langen Schwanz 73 bis 84 cm lang und kann ein Gewicht von 1,4 bis 2,7 kg erreichen. Das Fell ist kurz und hellgrau, Kopf und Körperseiten sind gelblichgrau, die Außenseiten der Beine braungelb, der Bauch und die Innenseiten der Beine sind gelbweißlich. Die Schwanzspitze ist schwarz. Zwischen den Fußballen ist das Fell dicht.

## Verbreitung
Der Kitfuchs lebt in Wüsten und anderen trockenen Gegenden im westlichen Nordamerika. In den Vereinigten Staaten reicht sein Verbreitungsgebiet vom südlichen Kalifornien über das westliche Colorado und das westliche Texas nach Norden bis zum südlichen Oregon und Idaho. In Mexiko kommt er auf der Halbinsel Baja California über den Norden der Bundesstaaten Sonora und Chihuahua bis zum westlichen Nuevo León und südlich bis zum nördlichen Zacatecas vor.

## Lebensweise
Kitfüchse kommen in ariden und semiariden Regionen vor, dazu gehören verbuschte Wüsten, der Chaparral, Salzebenen und Grasländer. Lockerer Bodengrund wird benötigt, um darin den Bau anzulegen. Auch landwirtschaftlich genutzte Gegenden, besonders Obstgärten, werden besiedelt und in geringerem Maße urbanisierte Gegenden. Er wurde bis in Höhen von 1900 m gefunden, vermeidet aber im Allgemeinen Steigungen von mehr als fünf Prozent.
Kitfüchse graben in ihrem Revier mehrere Baue in den Erdboden und nutzen auch die Erdbaue von anderen Tieren, z. B. von Präriehunden (Cynomys) und Kängururatten (Dipodomys), von Zieseln (Spermophilus) und Silberdachsen (Taxidea taxus), oder von Menschen gebaute Strukturen.
Kitfüchse sind vor allem am Abend und in der Nacht aktiv und ernähren sich saisonabhängig von allerlei kleinen Beutetieren, vor allem von Nagetieren (Kängururatten und Präriehunde) und Hasenartigen (Eselhasen, Lepus californicus), Baumwollschwanzkaninchen (Sylvilagus), aber auch Vögel, Reptilien und Insekten werden erbeutet. Daneben nimmt er Aas zu sich, Pflanzen nur sehr selten. Lediglich Kaktusfeigen werden hin und wieder verzehrt.
Zu den Beutegreifern, die Kitfüchse jagen, gehören der Kojote (Canis latrans), der Rotluchs (Lynx rufus), der Rotfuchs (Vulpes vulpes), der Silberdachs (Taxidea taxus), Streifen- (Mephitis) und Fleckenskunks (Spilogale gracilis) und verwilderte Hauskatzen.

## Fortpflanzung

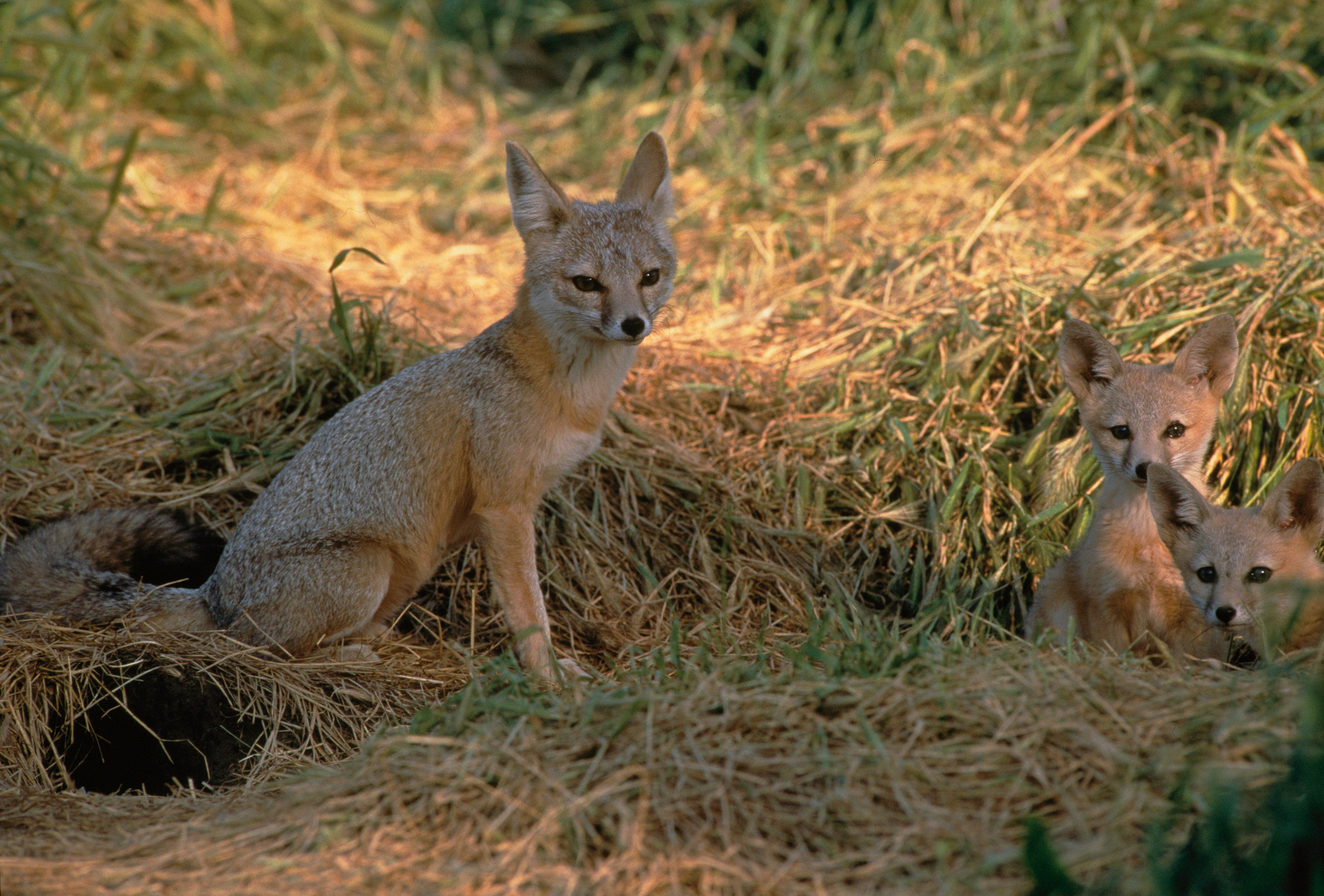
Kitfuchs mit Jungen im San Joaquin-Tal

Während der Fortpflanzungszeit ist der Kitfuchs monogam, paart sich aber nicht mit demselben Partner in jedem Jahr. Die Paarungszeit des Kitfuchses liegt in den Wintermonaten und reicht von Mitte Dezember bis in den Januar. Das Weibchen bringt Mitte Februar bis Mitte März, nach einer Tragzeit von 49 bis 55 Tagen, ein bis sieben Jungtiere zur Welt. Der Fortpflanzungserfolg ist vom Alter der Weibchen und dem Nahrungsangebot abhängig. Die Jungfüchse werden bei einem Alter von etwa acht Wochen entwöhnt, beginnen mit drei bis vier Monaten zusammen mit den Eltern mit der Nahrungssuche und sind nach fünf bis sechs Monaten völlig selbstständig.

## Systematik
Die wissenschaftliche Erstbeschreibung des Kitfuchses stammt von Clinton Hart Merriam aus dem Jahr 1888. Er wird heute gemeinsam mit elf weiteren Arten in die Gattung Vulpes eingeordnet. Auf der Basis von morphologischen und molekularbiologischen Daten wurde er von Binninda-Emonds et al. 1999 als Schwesterart des Polarfuchses (V. lagopus) eingeordnet und gemeinsam mit diesem einem Taxon aus Steppenfuchs (V. corsac), Tibetfuchs (V. ferrilata), Rotfuchs (V. vulpes) und Rüppellfuchs (V. rueppelli) als Schwestergruppe gegenübergestellt.
Neben der Nominatform Vulpes macrotis macrotis werden sieben weiteren Unterarten unterschieden.
Lange Zeit war umstritten, ob der Kitfuchs und der östlicher lebende Swiftfuchs (Vulpes velox) zwei verschiedene Arten sind oder in eine Art gestellt werden müssen. Proteinelektrophorese und ältere morphometrische Daten (Vergleich zwischen verschiedenen Körpermaßen) sprechen für eine Art, während neuere morphometrische Untersuchungen und der Vergleich der mitochondrialen DNA auf zwei getrennte Arten hindeuten. Der genetische Abstand beider Arten zum Polarfuchs (Vulpes lagopus) ist genau so groß, wie ihr Abstand zueinander. Beide Arten sind sich aber äußerlich und in ihren Lebensraumansprüchen sehr ähnlich. Ihr Lebensraum wird durch die Rocky Mountains voneinander getrennt. Eine kleine, etwa 100 km breite Hybridisierungszone existiert im östlichen New Mexico und im westlichen Texas.

## Bedrohung und Schutz
Die International Union for Conservation of Nature and Natural Resources (IUCN) stuft die Art als „nicht gefährdet“ (Least concern) ein, da eine akute Bedrohung für die Bestände nicht angenommen wird. In Mexiko wird er jedoch als gefährdet (Vulnerable) betrachtet. Der San-Joaquin-Kitfuchs (Vulpes macrotis mutica), der ein sehr eingeschränktes Verbreitungsgebiet im San Joaquin County in Kalifornien hat, wird im Endangered Species Act als „stark gefährdet“ (endangered) klassifiziert.

## Belege
1. 1 2  O.R.P. Binninda-Emonds, J.L. Gittleman, A. Purvis: Building large trees by combining phylogenetic information: a complete phylogeny of the extant carnovora (Mammalia). Biological Reviews of the Cambridge Philosophical Society 74, 1999; S. 143–175.
2. ↑  Don E. Wilson & DeeAnn M. Reeder (Hrsg.): Vulpes macrotis (Seite nicht mehr abrufbar, festgestellt im April 2019. Suche in Webarchiven)  Info: Der Link wurde automatisch als defekt markiert. Bitte prüfe den Link gemäß Anleitung und entferne dann diesen Hinweis. in Mammal Species of the World. A Taxonomic and Geographic Reference (3rd ed).
3. ↑  Sergio Ticul Álvarez-Castañeda: Mammals of North America – Volume 1: Systematics and Taxonomy. Springer Nature Switzerland, Cham 2024, ISBN 978-3-03141660-6, S. 100, doi:10.1007/978-3-031-41661-3.
4. ↑  K. Resmer: Vulpes velox, Animal Diversity Web. Zugriff am 21. Februar 2016
5. 1 2  Vulpes macrotis in der Roten Liste gefährdeter Arten der IUCN 2014. Eingestellt von: IUCN/SCC Canid Specialist Group (North America Regional Section), 2014. Abgerufen am 20. Dezember 2024.
6. ↑  San Joaquin Kit Fox (Vulpes macrotis mutica). In: U.S. Fish & Wildlife Service. Abgerufen am 20. Dezember 2024 (englisch).